# Brian Charlesworth
Brian Charlesworth (29 april 1945) is een Britse evolutiebioloog. Hij is redacteur van het wetenschappelijke nieuwsblad Biology Letters.
Charlesworths grootste wetenschappelijke verdienste betreft zijn werk op het gebied van de moleculaire evolutie. Daarbij is de fruitvlieg zijn voornaamste studieobject. Verder heeft hij bijgedragen aan het wetenschappelijk onderzoek naar veroudering, de evolutie van recombinatie en aan de evolutie van geslachtschromosomen.

## Levensloop
Charlesworth haalde een Bachelor of Arts binnen de brede opleiding natuurwetenschappen aan het Queen's College van de Universiteit van Cambridge, gevolgd door een PhD in de genetica aan dezelfde universiteit in 1969. Daarna deed hij postdoctoraal onderzoek aan de Universiteit van Chicago, de Universiteit van Liverpool (1971-1974) en de Universiteit van Sussex (1974-1982), onder leiding van John Maynard Smith. In 1985 keerde Charlesworth terug naar Chicago als hoogleraar in de ecologie en bleef in die hoedanigheid werkzaam tot en met 1997.
Charlesworth werd verkozen tot Fellow of the Royal Society in 1991. In 2000 ontving hij daar de Darwin Medal. In 2010 kreeg hij voor zijn onderzoek op het gebied van de evolutiebiologie van de Linnean Society of London de Darwin-Wallace Medal.
Sinds 1997 is hij hoogleraar onderzoeksmethoden van de Royal Society op het Institute of Evolutionary Biology (IEB) van de Universiteit van Edinburgh.
Charlesworth is getrouwd met Deborah Charlesworth, die eveneens hoogleraar in de evolutiebiologie is. Ook zij is gekozen als Fellow of the Royal Society.